# Isac Reinhold Blom
Isac Reinhold Blom, född den 27 oktober 1762 vid Stjärnholm i Södermanland, död den 6 maj 1826 i Stockholm, var en svensk ämbetsman och författare och akademiledamot.

## Biografi
Blom var son till kyrkoherden i Över- och Ytterenhörna, prosten Jonas Blom och Anna Sofia Vigelstjerna. Han genomgick Strängnäs gymnasium och blev student vid Uppsala universitet 1781. Efter avslutade studier anställdes han 1783 i Svea hovrätt. Tjänstgjorde i kansliet vid riksdagen i Gävle 1792. Han utnämndes till rådman i Stockholm 1797 och 1808 erhöll han lagmans titel. Blom utsågs till huvudstadens ombud vid riksdagen 1809. Han deltog som medlem av Konstitutionsutskottet i utarbetandet av 1809 års Regeringsform. 
Blom utnämndes till justitieråd 1809 och deltog som ledamot av statsrådet riksdagarna i Örebro 1810 och 1812. Han var ledamot av lagkommitténs organisationskommitté 1810–1811. Blom blev juris doktor i Uppsala 1818. Han erhöll avsked från justitierådsämbetet 1824.
Blom ägnade sig tidigt och på lediga stunder åt litterära studier och egna poetiska försök. Som författare uppnådde han dock inte den självständighet som utmärkte honom som ämbetsman. I sitt författarskap var Blom en efterföljare och trogen anhängare av Leopolds stil. Bloms Samlade skrifter gavs ut 1827.

## Utmärkelser
Blom belönades med Svenska akademiens dubbla stora pris 1792 för skriften Skaldebref till dem, som söka ett odödligt namn. Två år senare gav han ut Religionens nödvändighet för samhällens bestånd. Han erhöll Lundbladska priset 1793 och invaldes som ledamot (stol 12) av Svenska akademien 1797. Han höll sitt inträdestal över Elis Schröderheim.
Blom blev riddare av Nordstjärneorden 1809, kommendör av samma orden 1815 och hedersledamot (nummer 33) av Vitterhetsakademien 1811.

## Eftermäle
En senare ledamot av Svenska Akademien, litteraturhistorikern Henrik Schück, har betecknat Blom som "dyster, erkänt tråkig, knappt älskad av någon och icke fästad vid någon". En annan akademiledamot, tillika innehavare av samma stol som Blom, Per Wästberg, har kallat företrädaren för akademiens kanske tråkigaste ledamot; en man som "hyllade det rätlinjiga och fastlagda", som inte släppte "sin räknesticka och var respektabelt mittbenad även till själ och hjärta" samt som poet "utan ett mikroskopiskt uns av originalitet".